# Festival de Wartburg

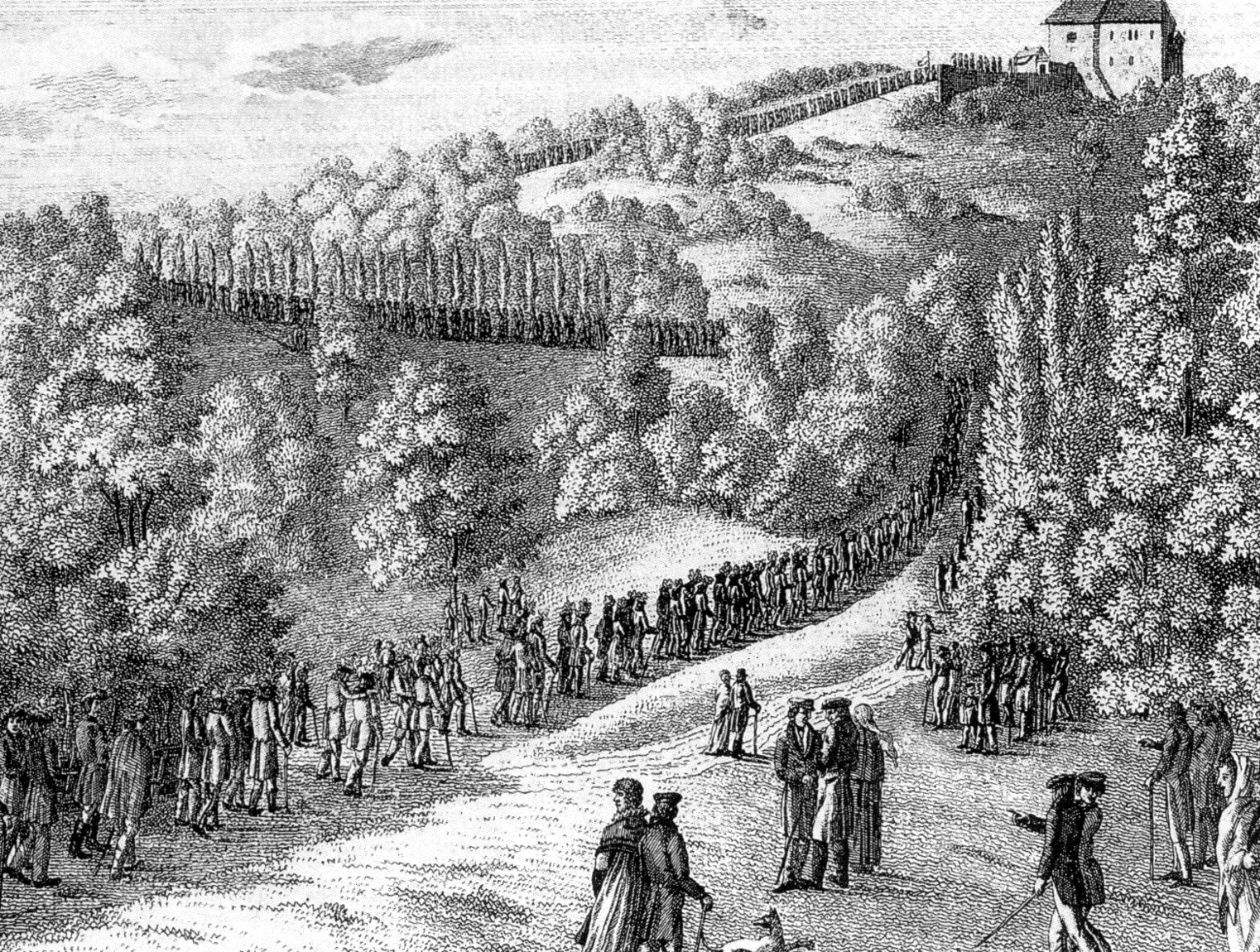
Estudiantes yendo al Castillo de Wartburg en 1817

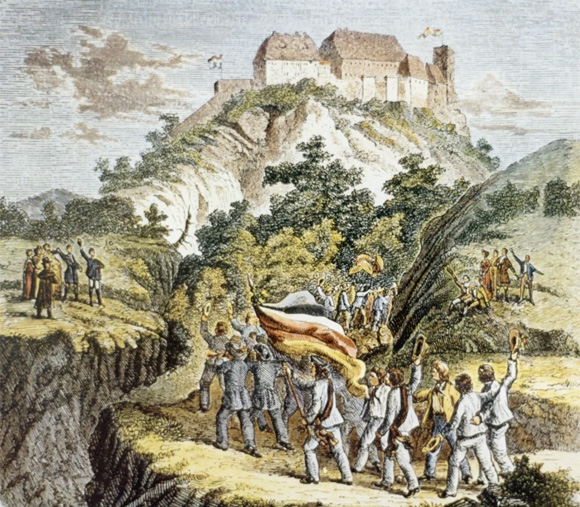
Festival de Wartburg de 1817

El primer Festival de Wartburg (Wartburgfest) se celebró el 18 de octubre de 1817 en el Castillo de Wartburg, cerca de Eisenach (Turingia), donde Martín Lutero tradujo la Biblia. El lugar es un símbolo del nacionalismo alemán. 
Después de la guerra alemana de liberación contra Francia, mucha gente se encontraba resentida por la destrucción de los sueños de la unidad alemana tras el Congreso de Viena. Las reformas democráticas se estancaron, y los gobiernos tomaron medidas enérgicas contra la libertad de prensa y el derecho de asociación.
En 1815, los estudiantes de Universidad de Jena fundaron la organización Burschenschaft, la primera organización estudiantil liberal-nacional que propugnaba la unidad alemana. Muchos de ellos habían participado como soldados voluntarios en las guerras contra Napoleón, por ejemplo, en el Lützowches Freikorps, cuya combinación de colores negro-rojo-oro se adoptó como bandera de Alemania. Los estudiantes alemanes apoyaron un Estado nacional y una constitución liberal y las llamadas fuerzas "reaccionarias" fueron condenadas.
Con motivo del tricentenario de la elaboración de Martín Lutero de sus tesis contra la iglesia católica y el cuarto aniversario de la sangrienta Batalla de las Naciones en Leipzig, los grupos de estudiantes organizaron un festival en el castillo de Wartburg. Este castillo había sido refugio de Martín Lutero. En la medida en que había traducido la Biblia ahí y, por lo tanto, establecer un estándar para el idioma alemán, se convirtió en un símbolo del nacionalismo alemán.
Un evento clave fue una quema de libros de obras literarias reaccionarias, y los símbolos de Napoleón. Este acto fue utilizado en 1933 como justificación para las quemas de libros nazis. Se quemaron también libros de August von Kotzebue, quien fue brutalmente asesinado, el 10 de mayo de 1819, por Karl Ludwig Sand, a quien le tocó en suerte hacerlo en una de las sesiones de la Burschenschaft y que confesó haber ejecutado el crimen conforme a las determinaciones de la secta.
El evento en sí también fue utilizado como justificación para una mayor represión de las fuerzas liberales, tales como los Decretos de karlsbad de 1819.
En 1832, el Festival de Hambach se llevó a cabo de manera similar. Un segundo festival en el castillo de Wartburg tuvo lugar durante la revolución de 1848 en los estados alemanes.